# Juri Georgijewitsch Tjurin
Juri Georgijewitsch Tjurin (russisch Юрий Георгиевич Тюрин; * 31. Juli 1948 in Moskau, Russische SFSR; † 18. November 2017) war ein sowjetischer Eishockeyspieler.

## Karriere
Tjurin begann seine Karriere im Jahr 1968 bei Krylja Sowetow Moskau und absolvierte insgesamt 390 Spiele in der höchsten Spielklasse der Sowjetunion, in denen er 44 Tore erzielte. Zwischen 1970 und 1972 spielte er bei SKA MWO Kalinin, bevor er zu Krylja zurückkehrte. Die sowjetischen Meisterschaft gewann er 1974, 1975 folgte die Vizemeisterschaft. Zudem gewann er 1975 mit Krylja den Europapokal.
Zwischen 1980 und 1983 ließ der Verteidiger seine Karriere bei Torpedo Toljatti ausklingen, mit der 1982 den Aufstieg aus der drittklassigen Wtoraja Liga in die Perwaja Liga schaffte.

### International
1967 nahm er mit der sowjetischen U19-Nationalmannschaft an einem internationalen Turnier teil, das als inoffizielle erste Junioren-Europameisterschaft gilt. 1974 stand er im Rahmen der Summit Series 1974 gegen Kanada für die Sbornaja auf dem Eis. Für die Nationalmannschaft absolvierte er acht Partien bei der Eishockey-Weltmeisterschaft 1975, schoss dabei zwei Tore und gewann mit seinem Team die Goldmedaille.

## Erfolge und Auszeichnungen
| - 1974 Sowjetischer Meister mit Krylja Sowetow Moskau - 1974 Sowjetischer Pokalsieger mit Krylja Sowetow Moskau - 1975 Europapokal-Gewinn mit Krylja Sowetow Moskau | - 1975 Sowjetischer Vizemeister mit Krylja Sowetow Moskau - 1982 Meister der Wtoraja Liga und Aufstieg in die Perwaja Liga mit Torpedo Toljatti |

### International
- 1975 Goldmedaille bei der Weltmeisterschaft
  - Goldmedaille bei der Europameisterschaft

## Karrierestatistik

### International
(Legende zur Spielerstatistik: Sp oder GP = absolvierte Spiele; T oder G = erzielte Tore; V oder A = erzielte Assists; Pkt oder Pts = erzielte Scorerpunkte; SM oder PIM = erhaltene Strafminuten; +/− = Plus/Minus-Bilanz; PP = erzielte Überzahltore; SH = erzielte Unterzahltore; GW = erzielte Siegtore; 1 Play-downs/Relegation; Kursiv: Statistik nicht vollständig)